# 勝田村 (茨城県)
勝田村（かつたむら）は茨城県那珂郡にかつて存在した村である。現在のひたちなか市の前身である勝田市は1940年に新設合併によって誕生した勝田町の後身であり、本村とは異なる自治体である。

## 地理
- 現在のひたちなか市、旧勝田市の南部に位置する。
- 村は那珂川の北岸に位置する。

## 歴史

### 村域の変遷
- 1889年（明治22年）4月1日 - 町村制施行により、三反田村・勝倉村・金上村・武田村が合併して発足。村名は勝倉村の「勝」と三反田・武田両村の「田」に由来する[1]。
- 1940年（昭和15年）4月29日 - 中野村・川田村と合併して勝田町が発足。同日勝田村廃止。

変遷表
| 1868年 以前 | 1868年 以前     | 明治19年 | 明治22年 4月1日 | 昭和15年 4月29日 | 昭和29年 11月1日 | 昭和32年        | 平成6年 11月1日 | 現在         |
| ----------- | --------------- | -------- | --------------- | ---------------- | ---------------- | --------------- | --------------- | ------------ |
|             | 三反田村        | 三反田村 | 勝田村          | 勝田町           | 市制             | 那珂湊市 に編入 | ひたちなか市    | ひたちなか市 |
|             | 三反田村        | 三反田村 | 勝田村          | 勝田町           | 市制             | 勝田市          | ひたちなか市    | ひたちなか市 |
|             | 六ヶ新田 の一部 | 三反田村 | 勝田村          | 勝田町           | 市制             |                 | ひたちなか市    | ひたちなか市 |
|             | 金上村          |          | 勝田村          | 勝田町           | 市制             |                 | ひたちなか市    | ひたちなか市 |
|             | 金上村          |          | 勝田村          | 勝田町           | 市制             |                 | ひたちなか市    | ひたちなか市 |
|             | 勝倉村          |          | 勝田村          | 勝田町           | 市制             |                 | ひたちなか市    | ひたちなか市 |
|             | 武田村          |          | 勝田村          | 勝田町           | 市制             |                 | ひたちなか市    | ひたちなか市 |

## 大字
- 三反田（みたんだ）
- 勝倉（かつくら）
- 金上（かねあげ）
- 武田（たけだ）

## 人口・世帯

### 人口
総数 [単位： 人]
| 1891年（明治24年） | 3,250 |
| 1920年（大正 9年） | 3,073 |
| 1935年（昭和10年） | 3,239 |

### 世帯
総数 [単位： 世帯]
| 1920年（大正 9年） | 658 |
| 1935年（昭和10年） | 583 |

## 交通

### 鉄道
- 鉄道省（ → 日本国有鉄道 → 東日本旅客鉄道）
  - ■常磐線
    - 勝田駅
- 湊鉄道（ → 茨城交通 → ひたちなか海浜鉄道）
  - ■湊鉄道線
    - 勝田駅 - 金上駅

湊鉄道線中根駅は中野村大字柳沢の所在だが、大字三反田との境界付近にある。

### 道路
- 陸前浜街道